# Herb gminy Medyka
Herb gminy Medyka – jeden z symboli gminy Medyka, ustanowiony 18 grudnia 2013.

## Wygląd i symbolika
Herb przedstawia na tarczy w polu zielonym miecz srebrny o rękojeści złotej, między dwiema klamrami oblężniczymi srebrnymi barkami ku sobie. Jest to godło z herbu Cholewa rodu Pawlikowskich, z odmienionym polem herbu na zielone.